# Berijev
A G. M. Berijev nevét viselő Repülési Tudományos és Műszaki Komplexum (oroszul: Таганрогский авиационный научно-технический комплекс им. Г. М. Бериева, rövidebb alakban ТАНТК им. Г. М. Бериева), korábbi nevén Berijev-tevezőiroda (előtagja Be) orosz repülőgépgyártó, amely hidroplánok tervezésére és építésére specializálódott.
A vállalatot 1934-ben Georgij Mihajlovics Berijev alapította Taganrogban OKB–49 néven, és azóta több mint 20 különböző polgári és katonai célú repülőgéptípust, valamint egyedi modelleket tervezett és gyártott. Ma a vállalat mintegy 3000 szakembert foglalkoztat, és kétéltű repülőgépeket fejleszt és gyárt. Jelenleg az Egyesített Repülőgépgyártó Vállalat leányvállalataként működik.
A Berijev gépekkel repülő pilóták 228 repülési világrekordot döntöttek meg, amelyeket a FAI regisztrált és elismert.

## Története
Georgij Mihajlovics Berijev 1932-ben alapította a nevét viselő tervezőirodát Taganrog városában. 1932-ben a Berijev-tervezőiroda hagyományos fókusza a katonai és polgári felhasználásra szánt hidroplánok fejlesztése volt. Az irodát 1942-ben a szibériai Krasznojarszkba költöztették, hogy elkerüljék a második világháborúban a német inváziós haderő által jelentett fenyegetést, majd 1945-ben visszatértek Taganrogba. 1989 novemberében a Berijev lett az egyetlen védelmi ipari vállalkozás, amely elnyerte a szovjet kormány által odaítélt Minőségi Díjat.
Oroszország 2022-es ukrajnai inváziója után a vállalatot az Európai Unió, ]az Egyesült Királyság, az USA és számos más ország nemzetközi szankciókkal sújtotta.

## Berijev repülőgép-típusok
- Berijev MBR-2/MP-1, többcélú hidroplán, 1935
- Berijev Be-2/KOR-1/KR-2, felderítő haditengerészeti hidroplán, 1936; NATO-kódja „Mote”
- Be–4, felderítő hidroplán, 1940
- MBR–7, prototípus, rövid hatótávú felderítő/bombázó hidroplán, 1937
- MDR–5, nagy hatótávú felderítő/bombázóhidroplán, 1938
- Be–10, nagy sebességű vadászgép prototípus, 1939
- Berijev Be-4/KOR-2, parasol-szárnyú hidroplán, 1940; NATO-kódja „Mug”
- Berijev Be-5/KOR-3, háromüléses, egy motoros, katapult indítású tengeri gép, nem épült meg
- MDR–8, nagy hatótávú felderítő repülő, nem épült meg 1939
- MDRT, nagy hatótávú tengerészeti felderítő/torpedóbombázó, 1940
- BB–282F, két motoros bombázó, 1942
- MDR–10, nagy hatótávú tengerészeti felderítő, 1942
- Berijev LL-143, prototípus két motoros hidroplán, a Be–6 prototípusa, 1945
- Be–8, utas- és teherszállító kétéltű, 1947; NATO-kódja „Mole” vagy „Mode”
- Printsessa, tervezett nagy hat motoros utasszállító/járőr hidroplán, 1947
- Berijev Be–6, tűzoltó hidroplán, 1949; NATO-kódja „Madge”
- R–1, kísérleti sugárhajtású hidroplán, 1952
- Be–1, prototípus, határfelület-repülőgép, 1956
- Berijev Be-10/M-10, sugárhajtóműves hidroplán, 1956; NATO-kódja „Mallow”
- Berijev Be-12/M-12 Csajka, a Canadair CL–415-höz hasonló kétéltű jármű, a Be-6-on alapuló tengeralattjáró vadász, 1960; NATO-kódja „Mail”
- Be–16, nehéz katonai szállítógép projekt, 1959
- An–Be–20, az Antonovval között háromhajtóműves utasszállító projekt, helyette végül a Jakovlev Jak–40 lett a befutó
- SZ–13, a Lockheed U–2 felderítő másolata, 1961.[4]
- Be–24, kétéltű utasszállító projekt, 1963
- Be–26, tervezett határfelület-repülőgép
- Berijev Be-30, könnyű egy hajtóműves utasszállító projekt, 1965
- Berijev Be-32, VTOL repülő kísérleti példányai, 1965
- Be–30, utasszállító és katonai teherszállító, 1967; NATO-kódja „Cuff”
- Be–40, utasszállító projekt, 1968
- Antonov An–30, az Antonov An–24 légi térképészeti feladatokra átépített variánsa, 1971
- Bartini Berijev VVA–14, kétéltű tengeralattjáró-elhárító repülőgép, csak prototípusokat gyártottak belőle, 1972
- Berijev Be-32, többcélú repülőgép, amelyet teher- és személyszállításra, járőrözésre és felderítésre szántak. Modernizált változata a Be–30-nek, 1976
- Tupoljev Tu–142MR, a Berijev által tengeralattjáró kommunikációs átjátszó repülőgéppé átalakított Tu–142MK-k, 1977[5]
- Be A–50 Szmel, átalakított Iljusin Il–76 AWACS feladatkörre, 1985; NATO-kódja „Mainstay”[6]
- A–60, Il–76 légi lézerfegyver tesztelő platformmá és légi laboratóriummá alakítva, 1981[7]
- A–40 Albatrosz, a világ legnagyobb többcélú kétéltű repülőgépe, 1986; NATO-kódja „Mermaid.” A Szovjetunió felbomlása miatt törölték, de később A-42 néven újjáélesztették a programot.
- Berijev A–42 Albatrosz, A–40 prototípus SAR változata, 1990. Az A–44-gyel kombinálva 1993-ban többfeladatú repülőgépet alkotott. Prototípusa 2006-ban elkészült, és a védelmi minisztérium K+F megállapodást írt alá, de 2011-ben törölték. 2019-ben az orosz haditengerészet bejelentette, hogy megrendel három darab A–42-est.[8]
- A–44, az A–42 katonai járőröző változata, 1990. 1993-ban egyesítették az A–42-essel.
- Be–112, tervezett kétmotoros légcsavaros kétéltű repülőgép, 1995
- Be–103, Bekasz, könnyű kétéltű, személyszállításra, orvosi ellátásra, járőrözésre és turisztikai célokra, 1997
- Be–200, Altair, nagy többcélú kétéltű repülőgép, 1998
- Be–115, kétéltű repülőgép projekt, 1999
- A–100, egy módosított Iljusin Il–76MD-90A AWACS, amely az A–50 és az A–50U tervezett utódja lesz, 2017.
- Be–101, tervezett egy hajtóműves könnyű kétéltű repülőgép
- Be–2500 Nyeptun, egy tervezett szupernehéz kétéltű teherszállító repülőgép 2500 tonna maximális felszállótömeggel[9]

## Galéria

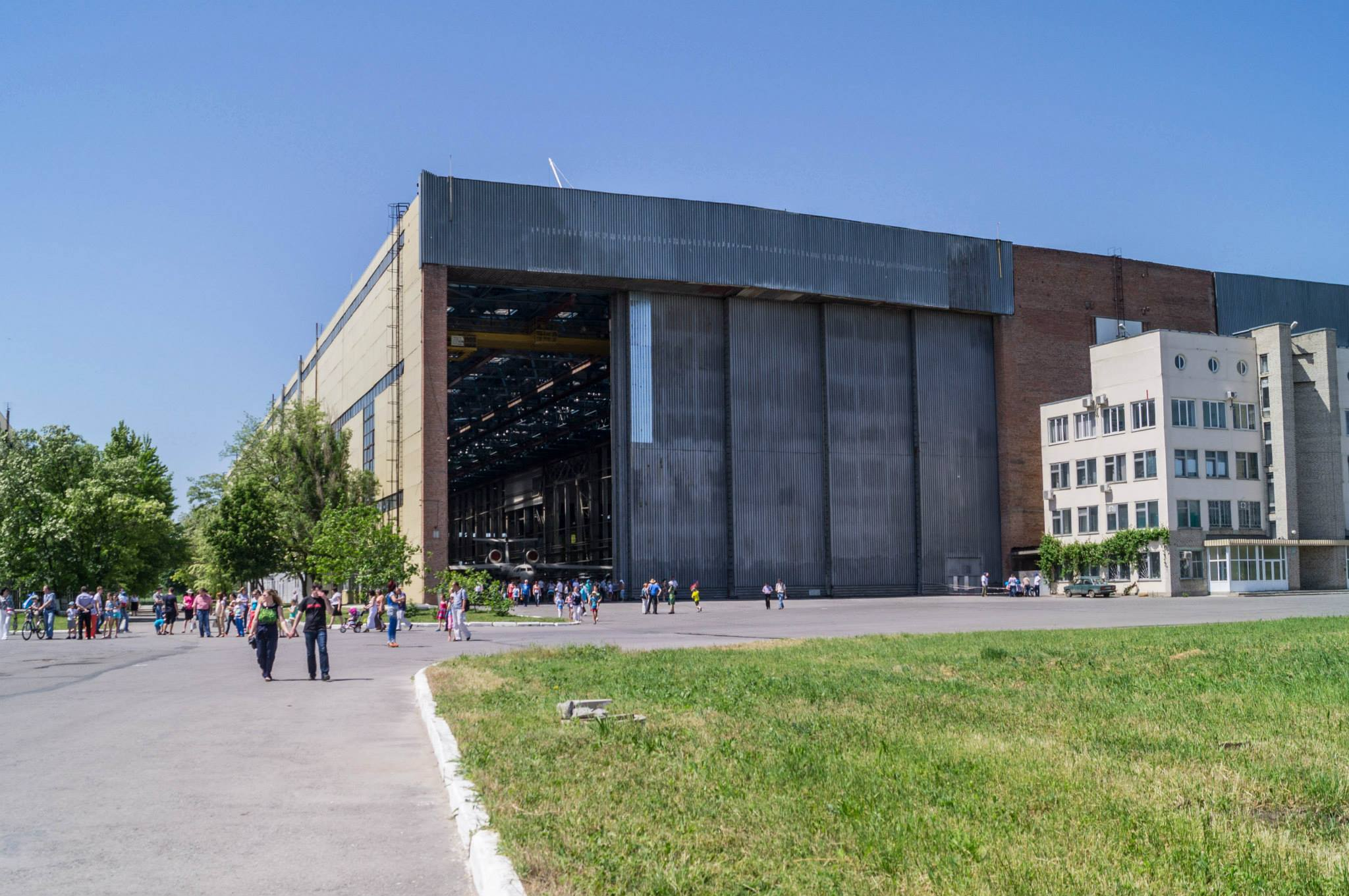
A Berijev tarantogi gyárának összeszerelő csarnoka
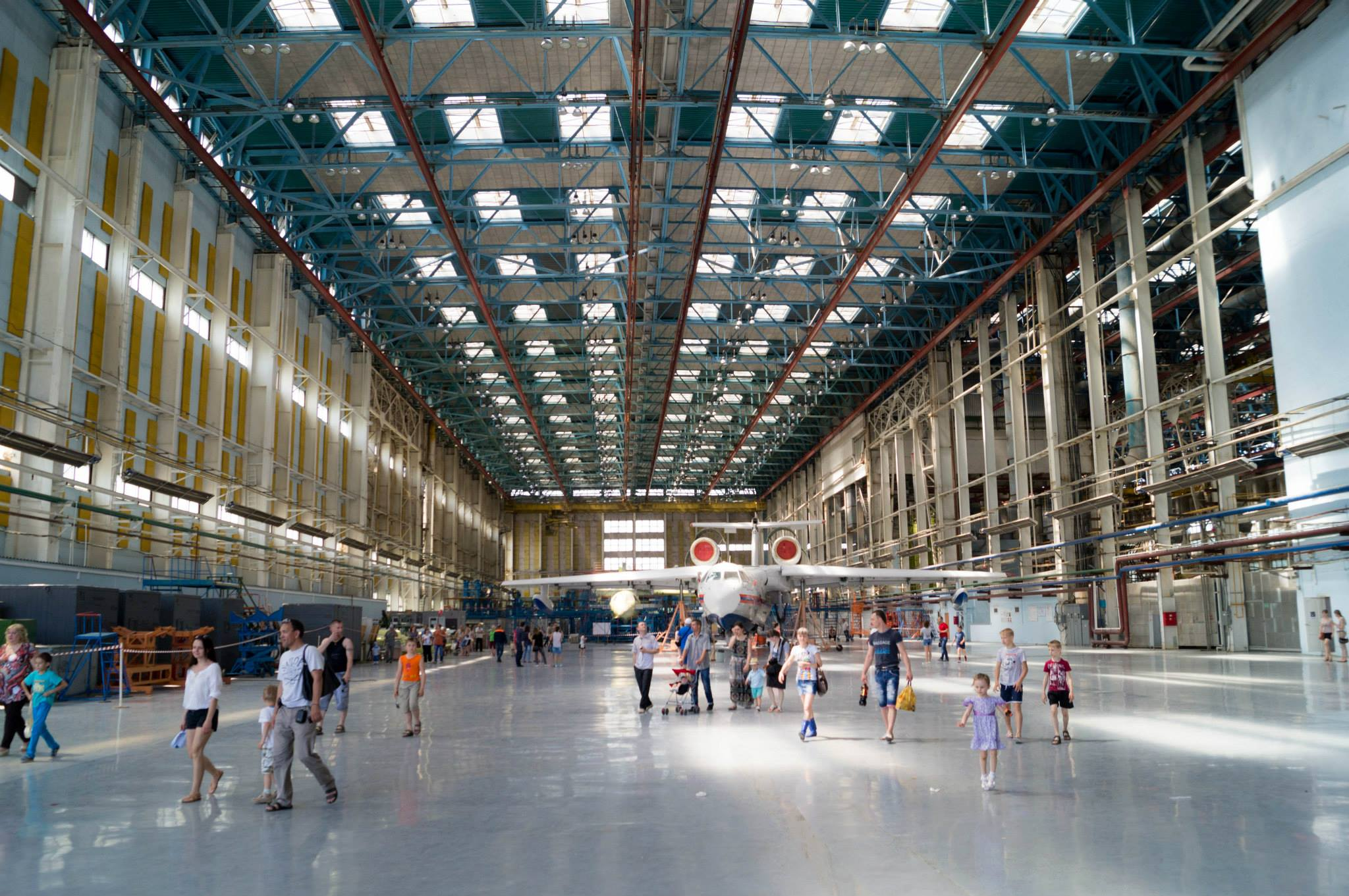
A csarnok belseje
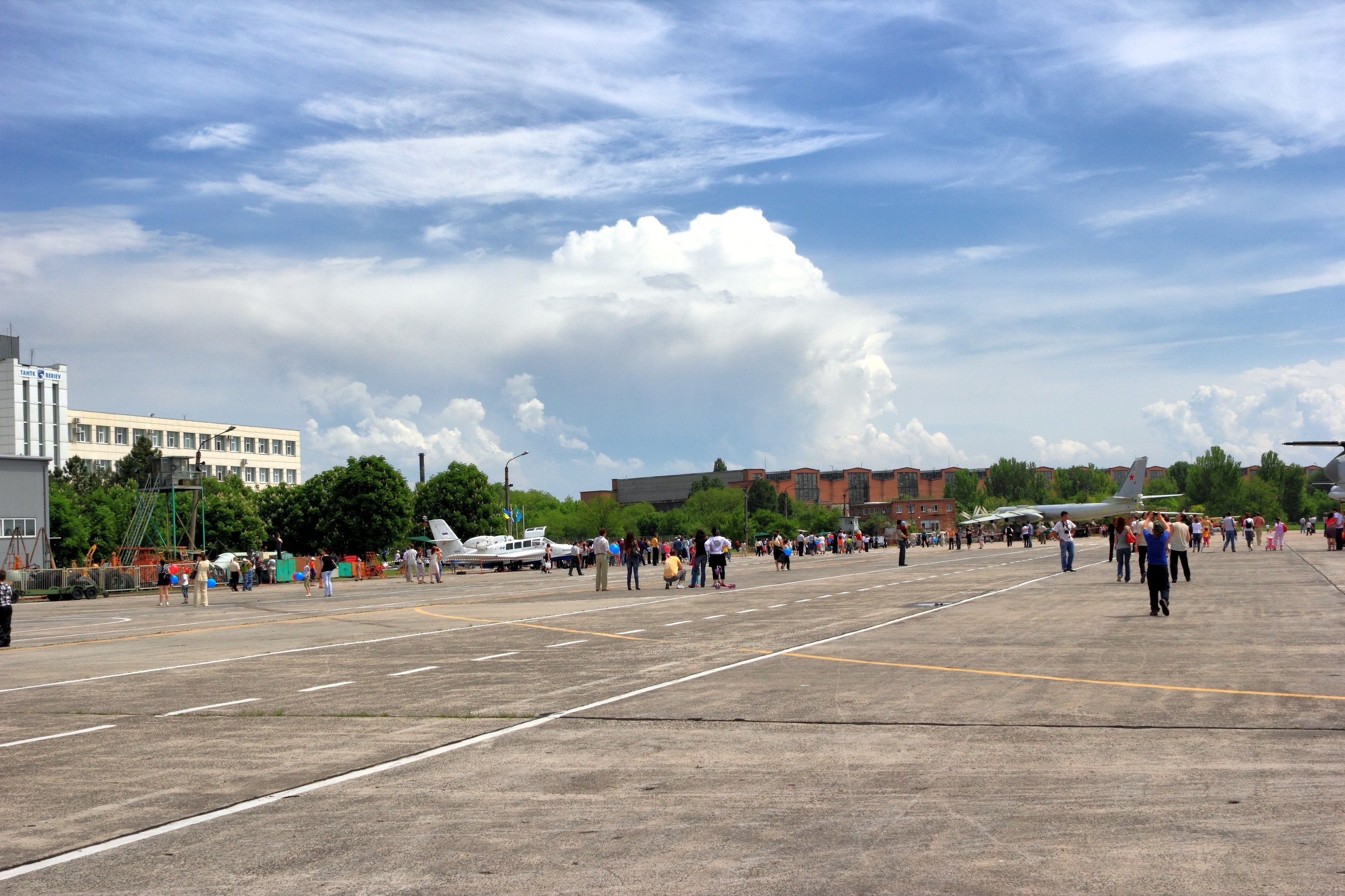
A gyár saját repterének futópályája
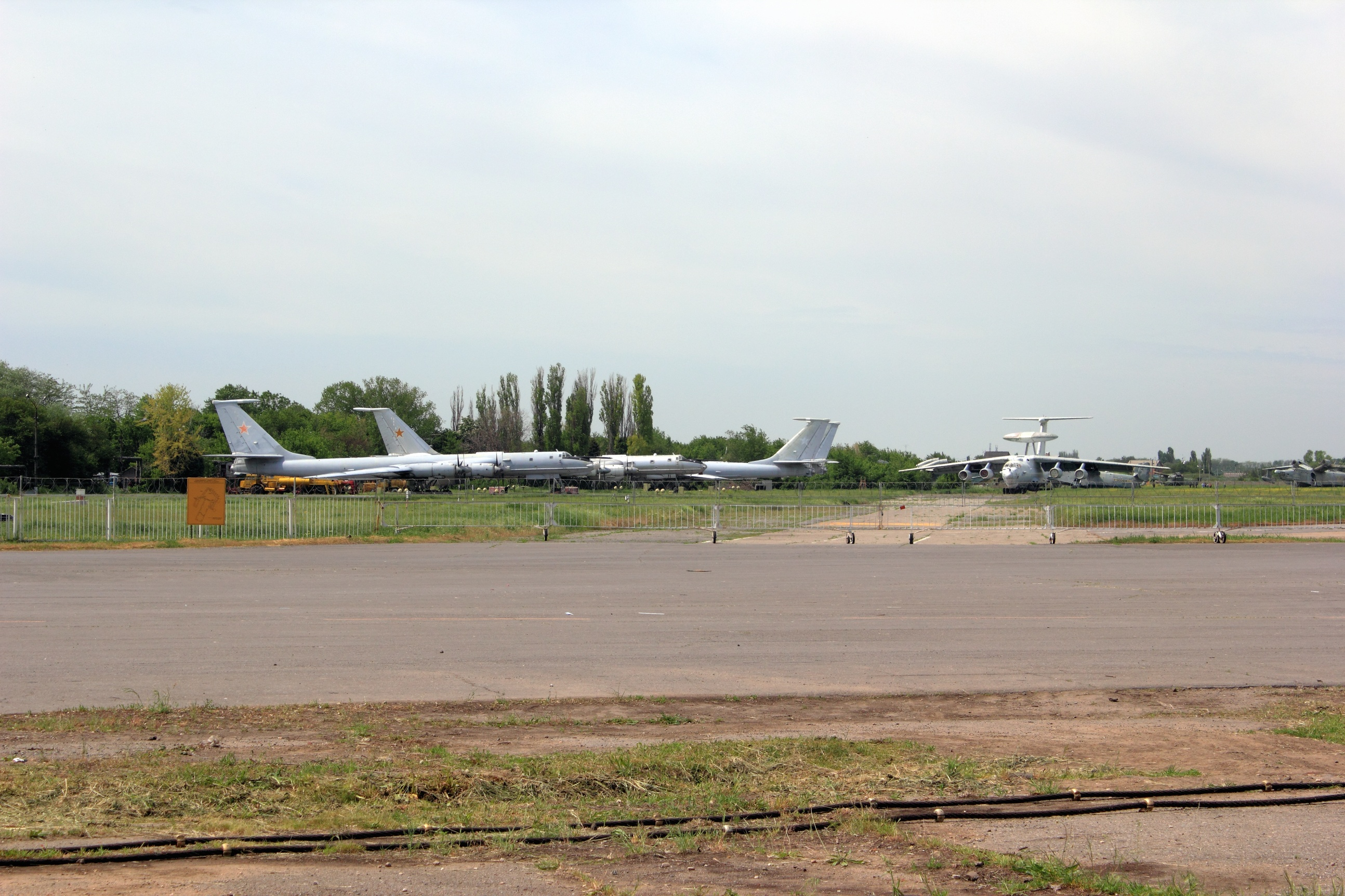
Az üzem melletti szabadtéri repülőgép-múzeum
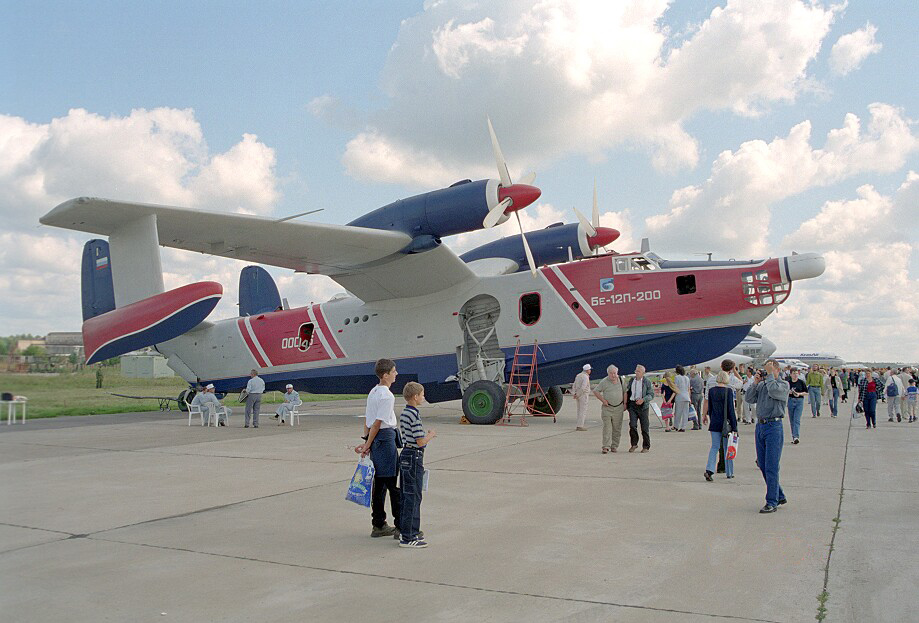
Be–12 P-200 tűzoltó repülő
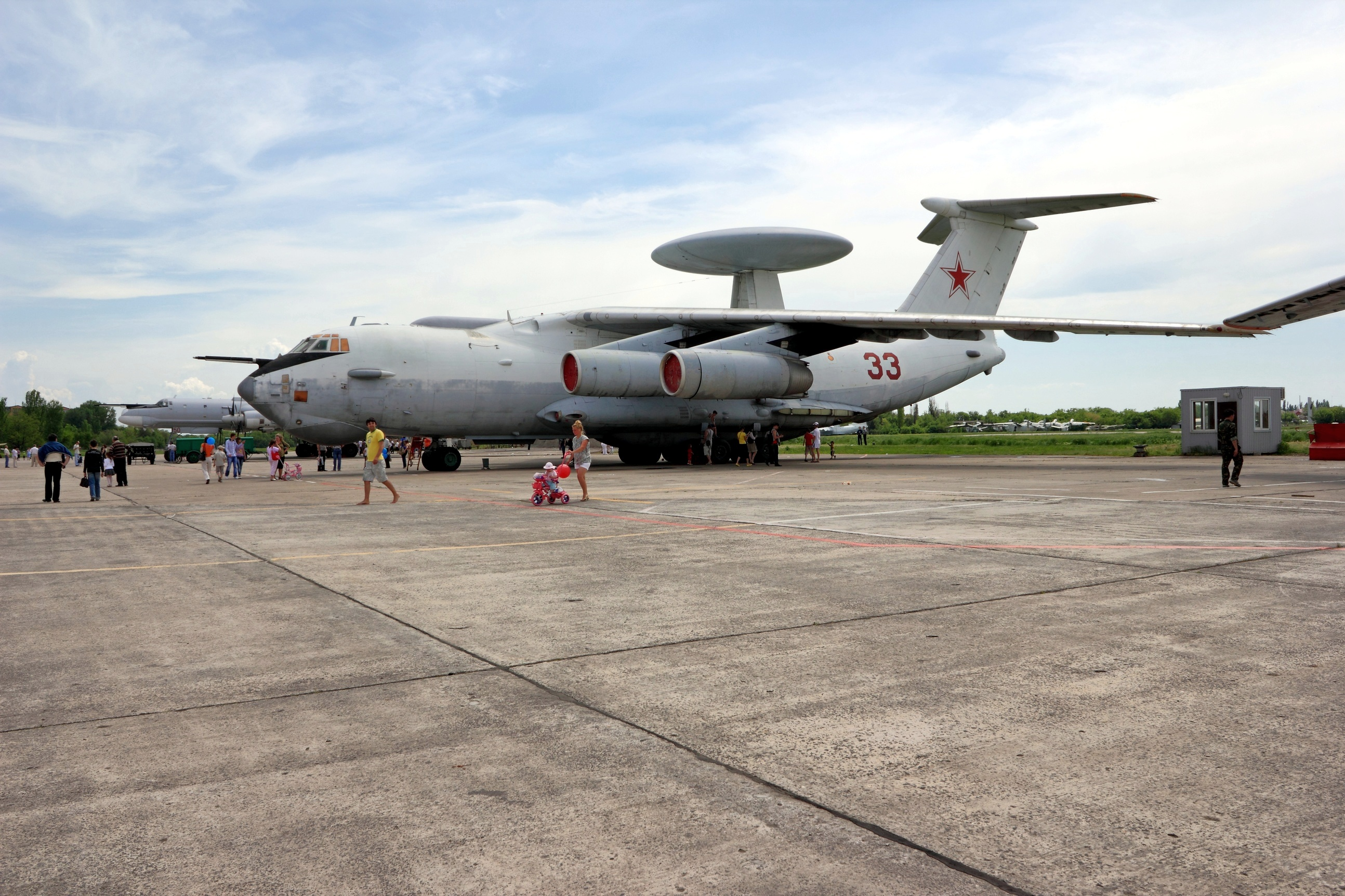
A–50 légtérellenőrző gép
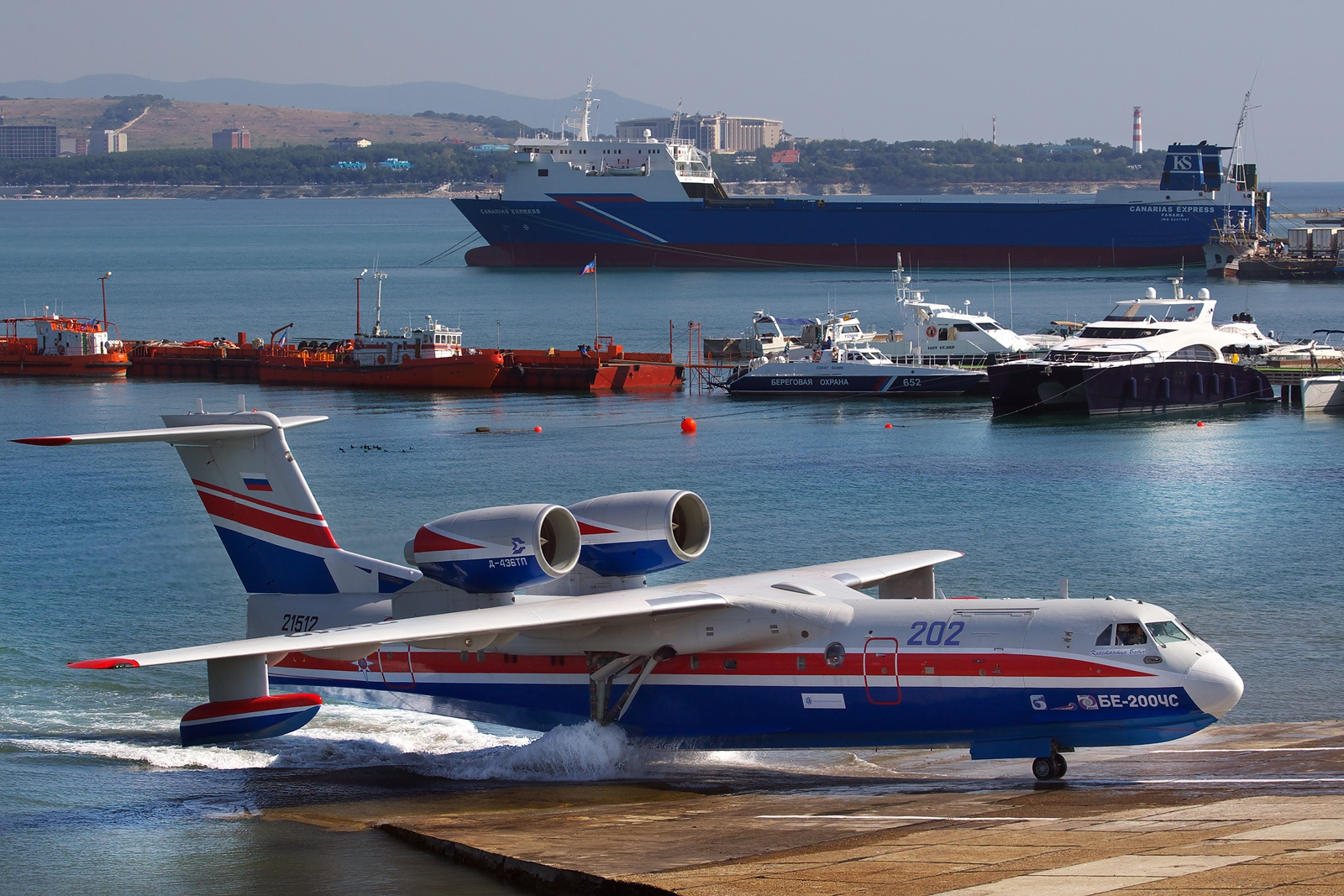
Modern Be–200CSSZ gördül fel a gyár hidroplán rámpáján

## Fordítás
- Ez a szócikk részben vagy egészben  a   Beriev című angol Wikipédia-szócikk ezen változatának fordításán alapul.  Az eredeti cikk szerkesztőit annak laptörténete sorolja fel. Ez a jelzés csupán a megfogalmazás eredetét és a szerzői jogokat jelzi, nem szolgál a cikkben szereplő információk forrásmegjelöléseként.